# Dino Pešut
Dino Pešut (Sisak, 24. veljače 1990.), hrvatski dramaturg, dramatičar i romanopisac.
Dramaturgiju na Akademiji dramske umjetnosti u Zagrebu upisao je 2009. godine.  Od 2011. profesionalno radi kao dramaturg na produkcijama u kazalištima u Hrvatskoj, Srbiji i Sloveniji, a 2024. zapošljava se kao kućni dramaturg Hrvatskog narodnog kazališta u Zagrebu.
Kao dramatičar debitira 2013. godine dramom Pritisci moje generacije koju je u HNK Split postavio slovenski kazališni redatelj Samo M. Strelec.
Godine 2015. praizvedena je njegova drama (Pret)posljednja panda ili statika u režiji Saše Božića i produkciji Zagrebačkog kazališta mladih. Predstava je dobila vrlo dobre kritike, pa je tako kritičar Tomislav Čadež zaključio "Pešut je 25-godišnjak i već se za njega može napisati da je zbilja pisac. Talentiran je, što znači da ima, što se kaže, rečenicu, a njegovi likovi unutarnji život." Predstava je bila rado gledana, a gostovala je i na nekoliko prestižnih festivala. Drama je postavljena i u prestižnom bečkom kazalištu Burgtheater, te u Srbiji.
Nekoliko godina živi u Berlinu, te ostvaruje brojne suradnje s njemačkim kazalištima. 2018. godine dobiva prestižnu nagradu za dramsku literaturu za mlade Der deutsche Jugendtheaterpreis koju dodjeljuje Savezno ministarstvo za obitelj, starije osobe žene i djecu. Sudjelovao je i na radionici najvažnijeg njemačkog kazališnog festivala Theatertreffen. Njegove drame igrane su u važnim kazalištima njemačkog govornog područja kao što je Burgtheater itd.  U Berlinu piše i svoj prvi roman Poderana koljena kojeg objavljuje 2018. godine.
2019. godine vraća se u Zagreb, te započinje pisati kratke priče pod nazivom Ultra kratke priče koje objavljuje na svom blogu.
Iste godine uspješno su praizvedene dvije njegove drame; Stela, poplava u režiji Selme Spahić i produkciji GDK Gavella, te Djeca recesije u režiji Ivana Plazibata u koprodukciji PlayDrame i Kazališta Marina Držića.
2020. godine praizvedena je njegova drama H.E.J.T.E.R.I u Zagrebačkom kazalištu mladih. Iste godine objavljuje svoj drugi roman Tatin sin, koji je potom preveden na nekoliko jezika. 
Njegove drame prevedene su na desetak jezika, a neki od prijevoda su i objavljeni.

## Praizvedbe
- 2013. Pritisci moje generacije, režija: Samo M. Strelec, HNK Split
- 2014. Natatorijum, režija: Selma Spahić, Narodno pozorište Subotica (zajedno s Markom Milosavljević)
- 2015. (Pret)posljednja panda ili statika, režija: Saša Božić, ZKM, Zagreb
- 2019. Stela, poplava, režija: Selma Spahić, GDK Gavella, Zagreb
- 2019. Djeca recesije, režija: Ivan Plazibat, PlayDrama, Split/Kazalište Marina Držića, Dubrovnik
- 2020. H.E.J.T.E.R.I, režija: Judita Gamulin, RUPER/ZKM
- 2020. Lebensmenschen, režija: Isabella Sedlak, Theater Drachengasse, Beč, Austrija
- 2020. The Clickworkers, režija: Selma Spahić, ZKM/Novy Teatr, Varšava, Poljska/Schauspiel Stuttgart, Stuttgart, Njemačka
- 2020. Nebo nad Zagrebom (dio omnibusa Monovid-19), režija: Anica Tomić, ZKM
- 2021. Granatiranje, režija: Judita Gamulin, KUFER/KunstTeatar

## Nagrade
- 2012. Marin Držić (Ministarstvo kulture) za dramu L.U.Z.E.R.I.
- 2013. Marin Držić (Ministarstvo kulture) za dramu (Pret)posljednja panda ili statika
- 2015. Marin Držić (Ministarstvo kulture) za dramu Veliki hotel Bezdan.
- 2016. Marin Držić (Ministarstvo kulture) za dramu Stela, poplava.
- 2017. Marin Držić (Ministarstvo kulture) za dramu Olympia stadion (trilogija).
- 2019. Marin Držić (Ministarstvo kulture) za dramu Granatiranje.

## Broj kazališnih produkcija u razdoblju od 2013. do 2023. godine
Drame Dine Pešuta izvođene su i u inozemstvu.